# سوروبان

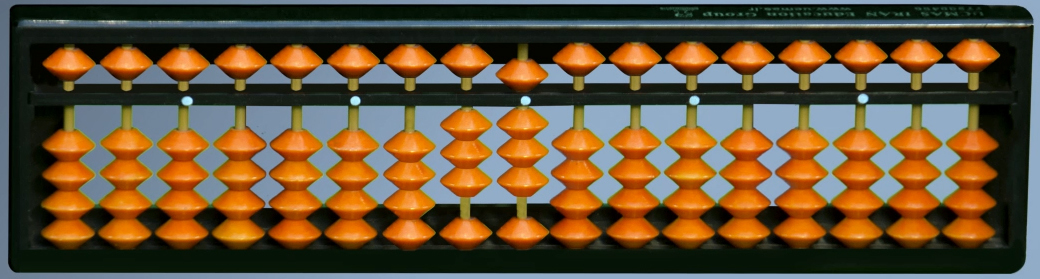
چرتکه ژاپنی یا سوروبان در هر ردیف عمودی ۵ مهره دارد

سوروبان (به ژاپنی: 算盤، そろばん) نوعی چرتکه ژاپنی است. سوروبان شبیه چرتکه چینی (سوانپان) بوده ولی کمی با آن متفاوت است. سوروبان در دستهٔ پایین ۴ مهره و تنها ۱ مهره در دستهٔ بالا دارد. ارزش مهره‌های آن با مهره‌های سوانپان برابر است.